# Naturschutzgebiet Tolmecke-Siepen

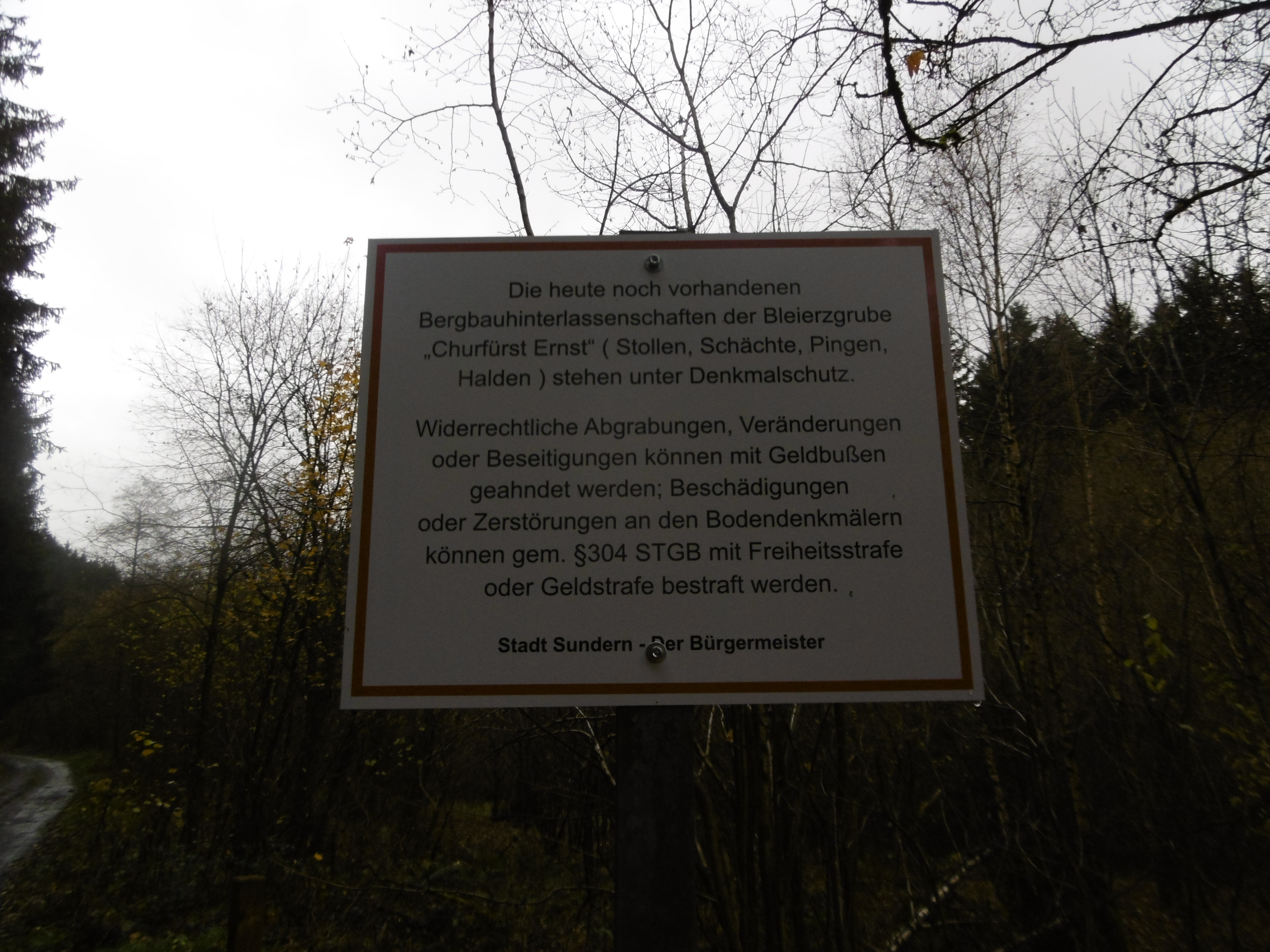
Hinweisschild im Naturschutzgebiet Tolmecke-Siepen

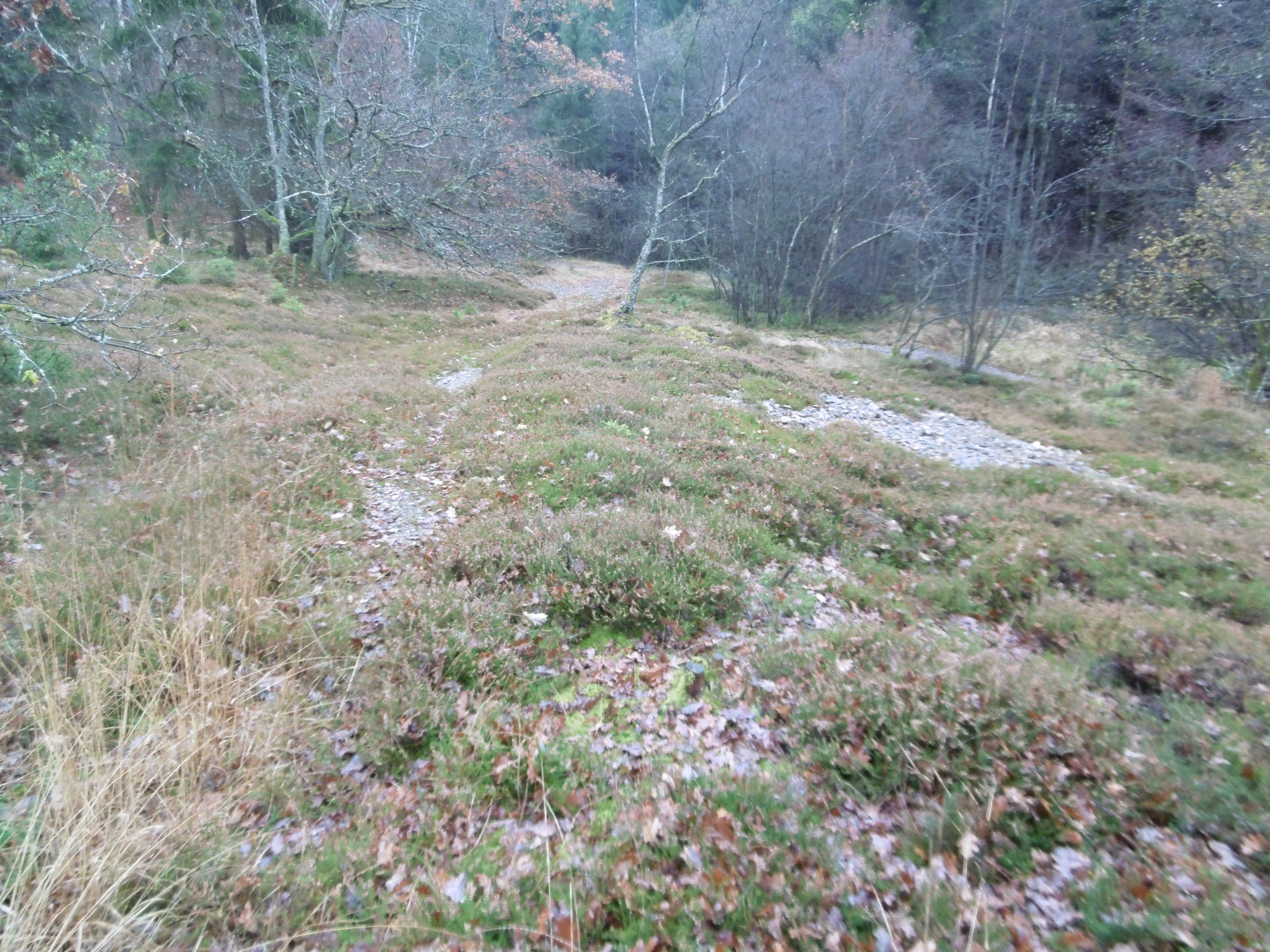
Naturschutzgebiet Tolmecke-Siepen

Das Naturschutzgebiet Tolmecke-Siepen mit einer Größe von 1,7 ha liegt südwestlich von Bönkhausen im Stadtgebiet von Sundern (Sauerland). Das Gebiet wurde 1993 mit dem Landschaftsplan Sundern durch den Kreistag des Hochsauerlandkreises erstmals als Naturschutzgebiet (NSG) mit einer Flächengröße von 1,6 ha ausgewiesen. Bei der Neuaufstellung des Landschaftsplaners Sundern wurde das NSG erneut ausgewiesen und minimal vergrößert. Das NSG ist umgeben vom Landschaftsschutzgebiet Sundern.

## Beschreibung
Ein Großteil des NSG ist eine Halde des Bleibergwerks Kurfürst Ernst im Tal der Tolmecke. Ein Teil der Halde ist vegetationslos. Im Tal befinden sich kleinere Geländemulden und haldenartige Aufschüttungen. Der Tolmecke-Bach fließt naturnah in einem 0,5 bis 2,5 m breiten, grusig-schotterigen Bachbett am südlichen NSG-Rand. Im Westen verschwenkt der Bach leicht und verläuft durch einen abgelassenen ehemaligen Erzwaschteich. Der etwa 3 m hohe Teichdamm wurde durchbrochen. Auf der Sohle und an der sanft ansteigenden südlichen Böschung finden sich sickerquellnasse Erlenauenwäldchen, teils nur in Form schmaler Streifen, sowie frisch-feuchte Erlenbestände. Der Bach entspringt in mehreren vegetationsfreien Grundquellen. Außerhalb des Waschteiches wird der Talgrund von alters- und strukturheterogenen Birken- und Erlenbeständen mit krautreichem Unterwuchs eingenommen. Eingelagert sind mehrere weitgehend verlandete und mit Röhrichtbeständen zugewachsene Pingen.
Der anschließende nördliche Hang ist großteils mit Eichenmischwald, kleinflächig auch mit Fichten, bestockt. Eingelagert finden sich entlang eines ungenutzten Weges kleine Heideflächen sowie offene, grobkörnige Abraumflächen. Der Boden dürfte sich mitunter stark erwärmen und ist bereichsweise mit Becherflechten (Cladonia spp.) bewachsen. Neben seiner kulturhistorischen Bedeutung ist das Gebiet mit seinem Standort- und Vegetationsmosaik aus trocken-warmen bis quellvernässten Bereichen, eingelagerten Tümpeln, Rohbodenflächen, Heiden, Quellwäldern und naturnahem Quellbach ein sehr bedeutsamer Refugiallebensraum. Besonders hervorzuheben sind im östlichen Talraum Vorkommen von Königsfarn, einem der wenigen Fundorte im Hochsauerlandkreis, und Teufelsabbiss.
Das NSG ist gänzlich von Fichtenwald umgeben.

## Schutzgrund
Schutzgrund laut Landschaftsplan: „Schutz, Erhaltung und Optimierung eines kulturhistorisch wertvollen ehemaligen z.T. offenen Bergbaugeländes mit seinen Sonderstandorten aus landeskundlichen und geowissenschaftlichen Gründen; Schutz einer spezialisierten Kryptogamenflora; Schutz der aus den Relikten ehemaligen Erzbergbaues entstandenen Sekundärbiozönosen von regionaler Bedeutung. Das NSG dient auch der nachhaltigen Sicherung von besonders schutzwürdigen Lebensräumen nach § 30 BNatSchG und von Vorkommen seltener Tier- und Pflanzenarten.“ Wie bei allen Naturschutzgebieten in Deutschland wurde in der Schutzausweisung darauf hingewiesen, dass das Gebiet „wegen der Seltenheit, besonderen Eigenart und Schönheit des Gebietes“ zum Naturschutzgebiet wurde.

## Schutzmaßnahmen
Bei der Ausweisung des NSG wurde gefordert nicht bodenständige Gehölze zu entfernen und eine unerwünschte Gehölz-Sukzession zu verhindern. Bei den unerwünschten Gehölzen handelt es sich um Rotfichten, welche vom Samen der umliegenden Fichtenwälder stammen. Im Januar 2015 wurde vom gemeinsamen Landschaftspflegetrupp der Biologischen Station Hochsauerlandkreis und der Unteren Landschaftsbehörde des Hochsauerlandkreises sämtliche Fichten unter einem Brusthöhendurchmesser der Bäume von unter 15 cm entfernt.